# Xopilapa, Tehuipango
Xopilapa är en ort i Mexiko.   Den ligger i kommunen Tehuipango och delstaten Veracruz, i den sydöstra delen av landet, 240 km öster om huvudstaden Mexico City. Xopilapa ligger 2 483 meter över havet och antalet invånare är 1 833.
Terrängen runt Xopilapa är kuperad. Runt Xopilapa är det ganska tätbefolkat, med 134 invånare per kvadratkilometer. Närmaste större samhälle är Zongolica, 20,0 km norr om Xopilapa. Omgivningarna runt Xopilapa är en mosaik av jordbruksmark och naturlig växtlighet.